# 中島道雄
中島 道雄（なかじま みちお、1903年2月22日 - 1983年5月10日）は、日本の経営者。RKB毎日放送社長、会長を務めた。

## 経歴
東京都出身。1927年に東京帝国大学経済学部経済学科を卒業し、同年5月に毎日新聞社に入社。1958年9月にRKB毎日放送に転じ、1961年1月に取締役に就任し、1965年11月に常務、1967年11月に専務を経て、1969年11月には社長に就任した。1973年5月に会長を経て、1975年5月には相談役に就任。
1983年5月10日、心不全のために死去。80歳没。